# Запалювальний снаряд

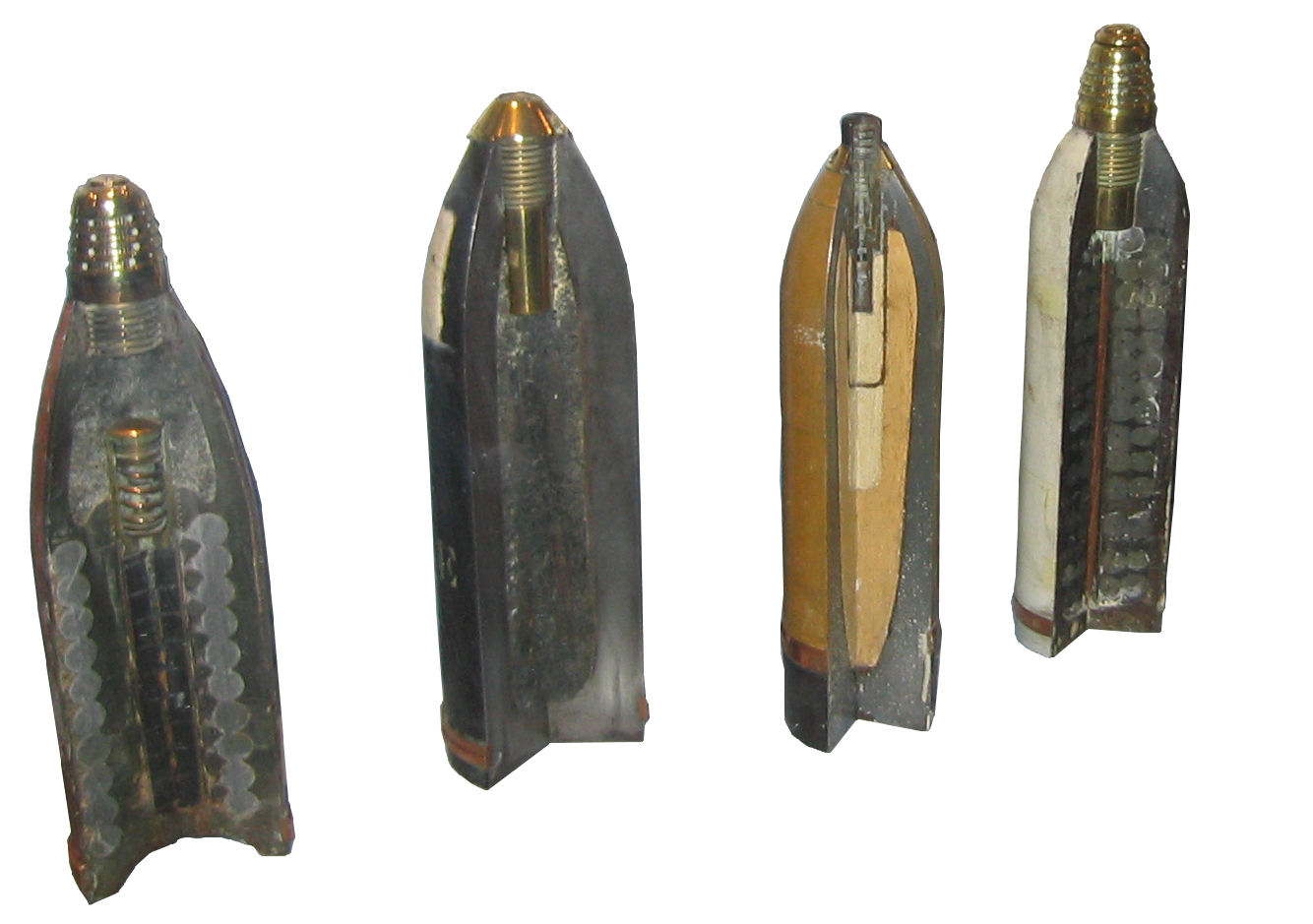
Деякі снаряди часів Першої світової війни в розрізі. Зліва направо: 90 мм шрапнельний снаряд, 120 мм чавунний запальний снаряд, 77/14 — 75 мм осколково-фугасний снаряд, 16-75 мм шрапнельний снаряд

Запа́лювальний снаря́д — вид спеціальних артилерійських снарядів, призначений для підпалювання дерев'яних будівель, складів пального та боєприпасів, сухого лісу, інших легкозаймистих об'єктів і підстилаючих поверхонь в районі розташування противника, а також для ураження його живої сили і деяких видів військової техніки (автомашин, тягачів тощо).
Запалювальний снаряд дистанційної дії складається з корпусу, пригвинтної головки, запалювальних елементів (металевих оболонок, заповнених запалювальними речовинами), діафрагми, вибивного заряду і дистанційного підривника (трубки). У польоті форс вогню від детонатора через заданий проміжок часу запалює запальні елементи і вибивний заряд. Порохові гази вибивного заряду зривають пригвинтну головку і з великою швидкістю викидають запальні елементи (температура горіння до 3000 °С).
Запалювальний снаряд зазвичай застосовуються в поєднанні з осколково-фугасними снарядами, щоб ускладнити боротьбу з пожежами. У Другій світовій війні використовувалися бронебійно-запально-трасувальні і зенітні осколково-запально-трасувальні снаряди, споряджені шашкою запального складу. Під час Війни в Кореї 1950—1953 кораблі США застосовували великокаліберні запалювальні снаряди із запальними елементами у вигляді металевих трубочок, заповнених напалмом. Одним з основних типів запалювальних снарядів вважаються снаряди, споряджені фосфором.

## Історія
Використання запалювальних засобів у війні має давню історію. Ще в стародавньому світі армії застосовували суміші, здатні займатися й горіти на ворогові чи ворожих укріпленнях. Одним із найвідоміших прикладів є грецький вогонь, що використовувався візантійським флотом з VII століття. Його точний склад лишається невідомим, але він здатен був горіти навіть на воді.
У середньовіччі та ранньомодерну епоху армії використовували примітивні запалювальні боєприпаси, такі як палаючі стріли, бомби з нафтою чи смолою, а також глиняні посудини, наповнені горючими сумішами. З розвитком артилерії з’явилися запалювальні гарматні ядра — металеві кулі, наповнені горючими речовинами, які підпалювали при стрільбі.
У XIX столітті розвиток хімії сприяв появі більш ефективних запалювальних речовин. Під час Першої світової війни запалювальні снаряди використовувались для підпалу траншей, укріплень і складів. Їх наповнювали такими речовинами, як фосфор, терміт або бензинова суміш.
Широкомасштабного застосування запалювальні боєприпаси набули під час Другої світової війни, зокрема у вигляді запалювальних бомб та снарядів із напалмом. Їх використовували для знищення міської забудови, лісів, живої сили противника. Найбільш відомі бомбардування таких міст, як Дрезден (1945) та Токіо (1945), де застосування запалювальної зброї призвело до катастрофічних пожеж і великих втрат серед цивільного населення.
Після війни розвиток і застосування запалювальних снарядів продовжувався, зокрема у Корейській та В’єтнамській війнах, де використовувався напалм.
У сучасному світі використання запалювальної зброї регулюється міжнародним гуманітарним правом. Конвенція ООН про певні види звичайної зброї (Протокол III, 1980) обмежує застосування запалювальної зброї проти цивільного населення та в деяких інших умовах. Втім, запалювальні снаряди і надалі використовуються у збройних конфліктах, зокрема фосфорні боєприпаси — у XXI столітті.